# 사랑의 마라톤 300마일
《사랑의 마라톤 300마일》(영어: 300 Miles for Stephanie)는 1981년 개봉한 미국 영화이다.

## 출연
- 토니 올란도 - 알베르토
- 줄리 카르멘 - 로사
- 에드워드 제임스 올모스 - 아트
- 페페 세르나 - 아트
- 피터 그레이브스 - 매킨타이어

## 한국판 성우진(KBS)
- 송두석 - 알베르토(토니 올란도)
- 손정아 - 로사(줄리 카르멘)
- 최흘 - 매킨타이어(피터 그레이브스)
- 유만준 - 아트(에드워드 제임스 올모스)
- 이향숙 - 리디아(로잔나 데소토) / 메리(수잔 마이클스)
- 오세홍 - 바비(페페 세르나)
- 설영범 - 의사(그레고리 시에라)
- 안경진 - 엔지(미나 바스케즈)
- 이종구 - 알베르토와 리디아의 아버지(요셉 리베이로)
- 김성희 - 알베르토와 리디아의 어머니(로지타 페르난데스)
- 장광 - 기자(프랑챈스코 파코 빌라)